# Добросердов Дмитро Костянтинович
Дмитро Костянтинович Добросердов (рос. Дмитрий Константинович Добросердов; 24 жовтня 1876, Самара — 8 серпня 1936, Одеса) — доктор хімії, професор Київського політехнічного інституту, Одеського державного університету.

## Біографія
Народився 24 жовтня 1876 року в Самарі в сім'ї священників, його дід був єпископом. Середню освіту здобув в Казанської церковної гімназії, з якої восени 1895 року вступив в число студентів природного відділення фізико-математичного факультету Казанського університету. Ще студентом 5 листопада 1898 нагороджений золотою медаллю за дослідження на задану факультетом тему: «Про природу кріогідратов». За витриманя випробувань у державній фізико-математичної комісії удостоєний диплома першого ступеня від 18 червня 1899 року, а потім залишений при університеті для приготування до професорського звання по кафедрі чистої хімії на два роки.
З осені 1899 року прослухав курси по введенню в аналіз, диференціального та інтегрального числення, аналітичної геометрії і фізики, з метою максимально раціонального вивчення фізичної та теоретичної хімії. Протягом 1899—1900 навчального року перебував викладачем фізики і природної історії в приватній жіночій гімназії пані Котової в Казані. З найвищого дозволу відряджений з науковою метою за кордон, терміном від 1 травня по 1 вересня 1901 року термін ж залишення при університеті для приготування до професорського звання продовжений до 1 січня 1903 року. Протягом 1903 року склав іспити на ступінь магістра і 21 січня 1903 року прийнято в число приват-доцентів Казанського університету по кафедрі чистої хімії, після прочитання двох пробних лекцій за власним вибором на тему: «Колоїдального стан; колоїдальні розчини металів, їх отримання і властивості», і призначену факультетом «Про карбідах металів, одержуваних в електричній печі». У 1903 році відкрив курс фізико-хімічної методики, що складається в вечірніх практичних заняттях за фізико-хімічними вимірам.
1909 року Д. К. Добросердов захистив магістерську дисертацію на тему «Дослідження діелектричної постійної в зв'язку зі складом і будовою», а в 1911 році — докторську дисертацію на тему «Дослідження діелектричної постійної сумішей рідких неасоційованих органічних розчинників». У 1912 році Д. К. Добросердов був переведений в Київський політехнічний інститут на посаду професора кафедри неорганічної хімії. Читав лекції на хімічному, механічному, інженерному і сільськогосподарському відділеннях, завідував лабораторіями неорганічної хімії, загальної хімії, якісного і кількісного аналізу. У київський період Дмитро Костянтинович викладав також у ветеринарному інституті (курси неорганічної та органічної хімії), Хіміко-фармацевтичному інституті (курс неорганічної хімії), а також в Народному університеті — політехнікумі, в організації якого він брав участь. У 1923 р Дмитро Костянтинович переїхав до Одеси, де до кінця життя очолював одеську школу хіміків-неоргаников. Працював в Одеському інституті народної освіти, Одеському політехнічному інституті, технікумі прикладної хімії. З 1933 року завідував кафедрою неорганічної хімії на хімічному факультеті Одеського державного університету.
В Одеському технікумі (пізніше — інституті) технології зерна і борошна Д. К. Добросердов з 1926 року читав курс неорганічної хімії, а з 1928 року очолив кафедру хімії, що об'єднала в своєму складі всі хімічні дисципліни. Наукова діяльність Д. К. Добросердова в одеський період була спрямована на продовження дослідження діелектричної постійної органічних речовин і сумішей; вивчення питань модифікації йодистой ртуті і її комплексних сполук з йодистими металами в зв'язку з валентністю останніх; отримання гідратів галогенокіслородних кислот з тривалентними металами і вивчення їх властивостей. Дмитро Костянтинович був не тільки авторитетним педагогом і відомим вченим, дані наукових дослідження якого відображені в світовій довідковій літературі, а й активним популяризатором наукових знань. Він читав лекції в Одеському будинку вчених, хімічної секції Товариства дослідників природи, Товаристві світобудови, студентських хімічних гуртках, робочих клубах.